# Nerita orbignyana
Nerita orbignyana е вид коремоного от семейство Неритови (Neritidae).